# Sing for the Day
Sing for the Day è un album solista del cantautore e chitarrista statunitense Will Evankovich, pubblicato nel 2017 dalla Eagle Records.

## Tracce
1. Girls with Guns – 4:25 (Too Much Time on My Hands)
2. Fooling Yourself – 4:36
3. Diamond – 4:34 (Will Evankovich)
4. Crystal Ball – 6:45 (Jack Blades, Brad Gillis, Joel Hoekstra, Kelly Keagy)
5. Time of Our Lives – 5:15
6. Boat on the River – 4:29
7. Live for Today – 6:03
8. Sing for the Day – 4:34
9. Renegade – 4:07
10. Come Again – 4:11
11. Blue Collar Man – 5:17

## Formazione
- Will Evankovich, voce, chitarra